# Estornino de Mozart
Wolfgang Amadeus Mozart tuvo un estornino como mascota durante tres años. La primera mención sobre el estornino se encuentra en una entrada que Mozart hizo en su libro de contabilidad cuando lo compró el 27 de mayo de 1784:
pájaro estornino. 34 kreutzer.
¡Eso estuvo bien!
La música que Mozart apuntó en este libro es muy similar al tema inicial del tercer movimiento de su Concierto para piano n.º 17 en sol mayor, K. 453, completado unas semanas antes (el 12 de abril). Es posible que Mozart enseñara al pájaro a cantar esta melodía en la tienda de animales o donde lo comprara. De acuerdo con la transcripción de Mozart, el estornino insertó de manera errónea un calderón en el último tiempo del primer compás completo y cantó sol sostenido en lugar de sol natural en el siguiente compás.
Mozart probablemente no bromeaba cuando realizó la transcripción, dado que los estorninos tienen una gran habilidad para imitar la voz.
El pájaro que Mozart compró vivió en su casa durante tres años y murió el 4 de junio de 1787. Mozart lo enterró en el patio trasero de la casa y escribió un poema conmemorativo para la ocasión. Deutsch define el poema como "serio-cómico", sin embargo, West y King afirman, basándose en la experiencia, que los estorninos interactúan mucho con sus dueños, a menudo creando un gran vínculo. Por tanto, la expresión de tristeza de Mozart pudo haber sido sincera.

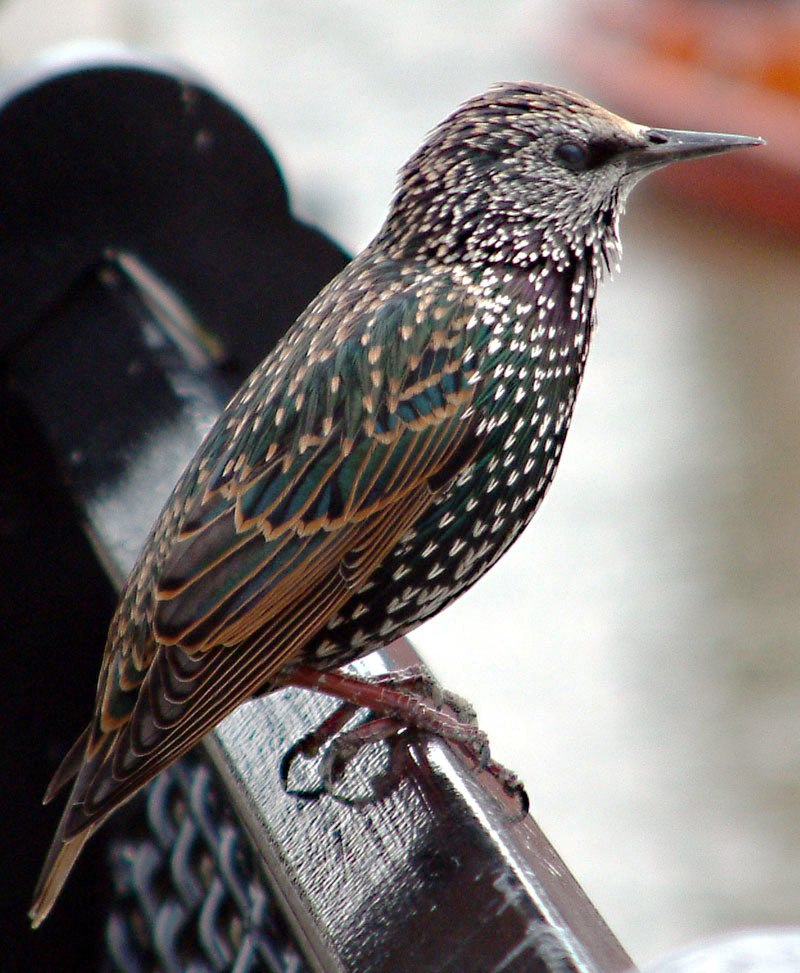
Estornino pinto, Sturnus vulgaris.